# Laubachtal (Landschaftsschutzgebiet)
Das  Laubachtal ist ein vom Landratsamt Ostalbkreis am 24. September 1973 durch Verordnung ausgewiesenes Landschaftsschutzgebiet auf dem Gebiet der Stadt Aalen im baden-württembergischen Ostalbkreis.

## Lage
Das 66 Hektar große Landschaftsschutzgebiet besteht aus zwei Teilgebieten, die östlich und westlich des Stadtteils Reichenbach im Tal des Reichenbacher Laubachs liegen. Es gehört zum Naturraum Östliches Albvorland.

## Landschaftscharakter
Die Landschaft stellt sich als Mosaik aus Grünland, Feldgehölzen und Wald dar. Die Waldflächen bestehen dabei überwiegend aus Nadelholzforsten, insbesondere entlang des Baches befinden sich aber auch naturnähere Laubholzbestände. Das westliche Teilgebiet ist gehölzreicher, im östlichen Teilgebiet überwiegt der Grünlandanteil. Mittig durch das Gebiet verläuft die Kreisstraße 3240.

## Zusammenhängende Schutzgebiete
Im Westen grenzt das Landschaftsschutzgebiet Unteres Leintal mit Nebentälern an, das westliche Teilgebiet überschneidet sich zudem mit dem FFH-Gebiet Unteres Leintal und Welland.